# Alfréd
Alfréd (často také Alfred) je mužské jméno anglického původu, vykládá se jako "moudrý rádce". Podle českého kalendáře má svátek 28. října. Jeho ženskou variantou je jméno Alfréda.
Další varianty mohou být Elfreda, Elfrida, Alfrida, Elfrieda, Elfriede, Elftrude, Elftraut.
Jelikož jméno znamená moudrý rádce, tak Elfové jsou považováni za velmi mocné, kouzelné bytosti, kteří jsou čas od času příčinou záhadných a nevysvětlitelných chorob, ale též proroctví a vizí. Magická elfí kouzla mají vliv na smrtelníka. Anglosaští šlechtici ve středověku chtěli spojit tuto sílu se jmény jejich dětí.

## Domácké podoby
Fredy, Fred, Fredík, Alfy, Al, Alf, Alfík, Alfínek, Alfulín, Alfísek, Alfulínek, Alfulísek

## Statistické údaje

### Pro jméno Alfréd
Následující tabulka uvádí četnost jména v ČR a pořadí mezi mužskými jmény ve srovnání dvou roků, pro které jsou dostupné údaje MV ČR – lze z ní tedy vysledovat trend v užívání tohoto jména:
| Rok       | Četnost   | Pořadí    |
| 1999      | 764       | 173.      |
| 2002      | 701       | 183.      |
| Porovnání | o 63 méně | o 10 hůře |
| 2006      | 566       | 233.      |
| 2013      | 499       | 541.      |

Změna procentního zastoupení tohoto jména mezi žijícími muži v ČR (tj. procentní změna se započítáním celkového úbytku mužů v ČR za sledované tři roky 1999–2002) je -7,6%, což svědčí o poměrně značném úbytku obliby tohoto jména.

### Pro jméno Alfred
| Rok       | Četnost   | Pořadí   |
| 1999      | 1070      | 150.     |
| 2002      | 1036      | 152.     |
| Porovnání | o 34 méně | o 2 hůře |
| 2006      | 978       | 177.     |
| 2013      | 751       | 444.     |

Změna procentního zastoupení tohoto jména mezi žijícími muži v ČR (tj. procentní změna se započítáním celkového úbytku mužů v ČR za sledované tři roky 1999–2002) je -2,5%.

## Alfréd v jiných jazycích
- Slovensky, maďarsky: Alfréd
- Německy, anglicky, francouzsky, rusky, polsky: Alfred
- Italsky, španělsky: Alfredo
- Latinsky: Alfredus nebo Aluredus

## Známí nositelé jména
- Alfréd Veliký (849?–899) – král Wessexu a zakladatel anglické státnosti
- sv. Alfred z Hildesheimu (kolem 798–874) – německý benediktin, biskup diecéze hildesheimské v Sasku
- bl. Alfred Ildefon Schuster (1880–1954) – italský benediktin, milánský arcibiskup a kardinál
- Alfred Brehm (1829–1884) – německý zoolog a spisovatel
- Alfred Dreyfus (1859–1935) – francouzský důstojník, křivě obviněný a odsouzený za velezradu
- Alfred Einstein (1880–1952) – německo-americký muzikolog a kritik
- Alfred Hellerström (1863–1931) – švédský architekt
- Alfred Hillebrandt (1853–1927) – německý sanskrtista
- Alfred Hitchcock (1899–1980) – britsko-americký filmový režisér a producent
- Alfred Hrdlicka (1928–2009) – rakouský sochař a šachista českého původu
- Alfred Edward Chalon (1780–1860) – anglický malíř
- Alfred Jarry (1873–1907) – francouzský básník a dramatik
- Alfred Maurstad (1896–1967) – norský herec
- Alfred Moisiu (* 1929) – albánský politik
- Alfred Molina (* 1953) – britsko-americký herec
- Alfred de Musset (1810–1857) – francouzský básník, spisovatel a dramatik
- Alfred Nobel (1833–1896) – švédský chemik a vynálezce
- Alfredo Ottaviani (1890–1979) – italský kardinál a prefekt Svatého Officia
- Al Pacino (* 1940) – americký filmový herec
- Alfred Petersson i Påboda (1860–1920) – švédský politik
- Alfred Ploetz (1860–1940) – německý lékař a biolog
- Alfred Poier (* 1967) – rakouský hudebník, spisovatel, výtvarník a zpěvák
- Alfréd Radok (1914–1976) – český divadelní režisér
- Alfred Rosenberg (1893–1946) – německý nacista
- Alfred Percy Sinnett (1840–1921) – britský teosof
- Alfred Strejček (* 1941) – český herec a moderátor
- Alfred von Schlieffen (1833–1913) – německý polní maršál
- Alfred Tarski (1901–1983) – polsko-americký logik a matematik
- A. E. van Vogt (1912–2000) – kanadsko-americký spisovatel sci-fi
- Alfred Russel Wallace (1823–1913) – britský přírodopisec, antropolog a geograf
- Alfred Wegener (1880–1930) – německý meteorolog a geofyzik
- Alfred North Whitehead (1861–1947) – britský matematik a filosof
- Alfred Windischgrätz (1787–1862) – rakouský polní maršál
- Alfred II. Windischgrätz (1819–1876) – rakouský šlechtic a generál

## Jiní Alfredové
- Alfred ve dvoře – české experimentální divadlo založené Ctiborem Turbou